# واردو رومسن
واردو رومسن (استونیایی: Vardo Rumessen; ۸ اوت ۱۹۴۲ – ۲۵ اوت ۲۰۱۵) نوازنده پیانو، سیاستمدار و نماینده مجلس اهل استونی بود.